# 茨木市立彩都西小学校

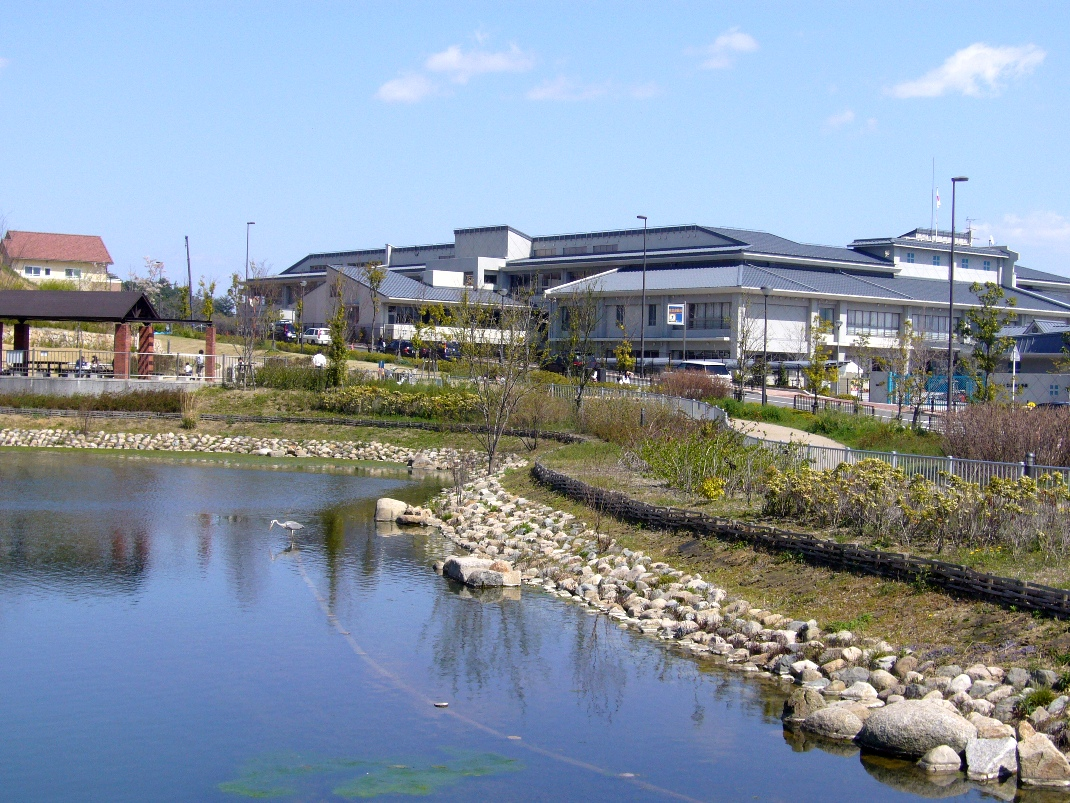
彩都西小学校とあさぎ里山公園

茨木市立彩都西小学校（いばらきしりつ さいとにし しょうがっこう）は大阪府茨木市の国際文化公園都市（彩都）に位置する公立小学校。
2004年に開校した。所在地の「彩都あさぎ」にちなみ、校門や窓枠等は「浅葱色」に塗られている。

## 沿革
- 2004年4月1日 - 茨木市立彩都西小学校として開校。同時に茨木市教育委員会より小学校英語活動の研究校に指定される。
- 2004年4月7日 - 開校式および第一回入学式を実施。
- 2005年1月29日 - 校歌制定発表会。この日を創立記念日とする。

## 通学区域
- 茨木市 彩都あさぎ1丁目～7丁目、彩都やまぶき1丁目～5丁目、大字粟生岩阪
  - 大字粟生岩阪からの通学はタクシー通学となっている。
  - 卒業生は基本的に茨木市立彩都西中学校に進学する。

## 交通
- 大阪モノレール彩都線 彩都西駅 南東へ約1km。